# Lego Universe
LEGO Universe foi um jogo MMORPG lançado em 2010 pela LEGO e produzido pela NetDevil. Devido a falta de contas ativas, o jogo foi descontinuado em 31 de janeiro de 2012.
Originalmente previsto para ser lançado em 2008, foi apresentado em janeiro de 2010. Tem como característica ser um Massively multiplayer online game (MMOG) do gênero "Fantasy Online Role-Playing".
Inicialmente o jogo era pago na forma de assinaturas (semelhante ao sistema do World of Warcraft) porém em meados de 2011 foi liberado "gratuitamente" (pois para acesso total o jogo ainda necessitava de uma assinatura paga) para todo o mundo. Antes do fechamento do servidor oficial (e do jogo), mais precisamente 1 mês antes, os desenvolvedores deram acesso total ao jogo, removendo o sistema de assinatura completamente para que assim todos pudessem dar um último adeus a esse jogo que conseguiu agradar a vários fãs.